# پرواز شماره ۷۱۴
پرواز شماره ۷۱۴ (فرانسوی: Vol 714 pour Sydney) بیست و دومین کتاب کمیک از مجموعهٔ کتاب‌های مصور ماجراهای تن‌تن و میلو است. این کتاب نخستین بار در سال ۱۹۶۸ میلادی توسط هرژه نوشته، طراحی و به چاپ رسید.

## چاپ اول
- در انگلیس: Casterman
- در ایران (ترجمه فارسی): انتشارات یونیورسال

## تعداد صفحات
- در ایران: ۶۲ صفحه
- در بلژیک: ۶۲ صفحه
- در انگلیس: ۶۲ صفحه
- در آمریکا: ۶۲ صفحه
- در فرانسه: ۶۲ صفحه

## داستان

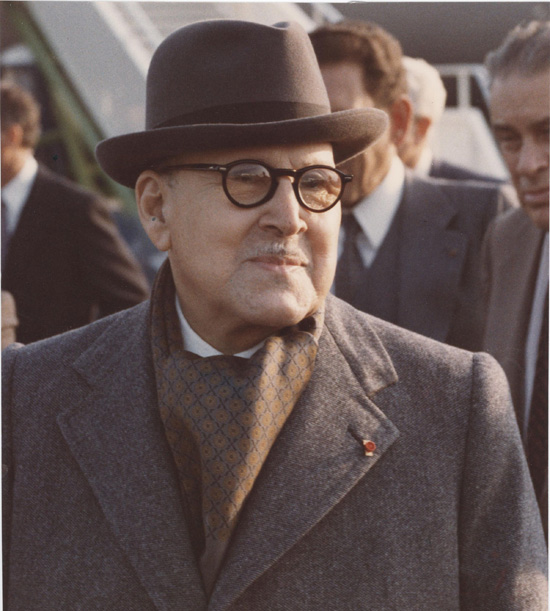
مارسل داسو، منبع الهام هرژه برای خلق شخصیت لازلو کاریداس در پرواز شماره ۷۱۴

تن‌تن، کاپیتان هادوک و پروفسور تورنسل که برای شرکت در یک کنفراس فضا نوردی عازم سیدنی هستند، به‌طور اتفاقی با اسکات، که خلبان شخصی لازلو کاریداس میلیونر معروف می‌باشد، ملاقات می‌کنند.
بعداز یک سری اتفاقات تن‌تن و سایرین به دعوت کاریداس با هواپیمای شخصی او عازم سیدنی می‌گردند. در هنگام پرواز، گروهی به رهبری راستاپوپولوس، هواپیمای او را تحت کنترل درآورده و در جزیره‌ای غیر مسکونی فرود می‌آیند. هدف این دزدان گرفتن شماره حساب بانکی کاریداس از او می‌باشد.
تن‌تن ‌و سایرین موفق به فرار از دست نگهبانان می‌گردند. تا اینکه سر انجام به کمک موجودات ناشناخته فضایی و رابط آن‌ها در زمین، از دست سارقان رهایی می‌یابند. در نهایت تن‌تن و همراهانش که کلیه اتفاقات روی داده را از خاطر برده‌اند، با تأخیر عازم سیدنی می‌گردند.
داستان پرواز شماره ۷۱۴ در ۱۹۶۸ انتشار یافت.